# Leopold Haar
Leopold Haar (Tarnów, 1910 - São Paulo, 1954) foi um pintor, escultor, vitrinista, artista gráfico e professor polaco-brasileiro, ligado ao Grupo Ruptura.

## Vida e obra
Em seu país natal, Leopold Haar estudou na Academia de Belas-Artes de Cracóvia, especializando-se em arte aplicada à indústria. Por ocasião da Segunda Guerra Mundial, refugiou-se na Itália, emigrando em seguida para o Brasil, em 1946. Estabeleceu-se em Porto Alegre, atuando como paginador para a Revista do Globo. Mudou-se para Curitiba, onde trabalhou no estúdio fotográfico Haar Studios, ao lado do irmão, Zigmund.
Em São Paulo desde 1950, trabalhou em agências de publicidade e propaganda. Em 1951, tornou-se professor de composição e arte aplicada no curso de desenho industrial do Instituto de Arte Contemporânea do Museu de Arte de São Paulo (MASP). Também colaborou com Hermelindo Fiaminghi no desenvolvimento de produtos para a Escola de Propaganda do MASP (atual Escola Superior de Propaganda e Marketing).
Em 1952, um ano após a realização da primeira edição da Bienal Internacional de São Paulo, assinou o manifesto do Grupo Ruptura, o primeiro agrupamento concretista do Brasil, liderado por Waldemar Cordeiro. Desenvolveu pinturas e desenhos figurativos de carga expressionista, além de esculturas de caráter abstrato-geométrico. Participou da exposição inaugural do Grupo Ruptura, no Museu de Arte Moderna de São Paulo, também em 1952. Faleceu prematuramente dois anos depois, aos 44 anos.